# Udo Bandow
Udo Bandow (* 8. Januar 1932 in Güstrow; † 17. Juli 2023 in Hamburg) war ein deutscher Bankier und Fußballfunktionär.

## Leben
Bandow spielte als Jugendlicher Anfang der 1940er Jahre Fußball beim Hamburger SV. Während des Zweiten Weltkrieges wurde er nach der Ausbombung der in Hamburg-Hamm gelegenen elterlichen Wohnung zu seinen Großeltern nach Mecklenburg geschickt. Er spielte nach dem Krieg Fußball und Tischtennis in Hamburg-St. Georg. Bandow war langjähriges Mitglied des SV St. Georg.
Nach der Erlangung der Hochschulreife war Bandow ab 1951 Auszubildender bei der Vereinsbank Hamburg, schloss die Lehre als Bankkaufmann ab und war anschließend bis zum Renteneintritt für das Unternehmen beziehungsweise dessen Nachfolgefirmen Vereins- und Westbank und Hypovereinsbank tätig. Bei der Vereinsbank Hamburg wurde er Leiter der Wertpapierabteilung und trieb entscheidend die 1969 vollzogene Hansainvest-Gründung voran. Ab 1980 war Bandow Vorstandsmitglied des inzwischen Vereins- und Westbank heißenden Unternehmens und ab 1992 dessen Vorstandssprecher. Aus dem Tagesgeschäft bei der Bank stieg er 1998 aus. Er war hernach Mitglied des Aufsichtsrats derselben Bank und gehörte dem Gremium bis 2006 an. Er saß ebenfalls in den Aufsichtsräten weiterer Unternehmen, darunter das Energieunternehmen REpower Systems AG, das Bankhaus Donner, die Deutsche Schiffsbank, die Brauerei Holsten, die BÖAG Börsen AG und die Versicherungen Albingia sowie Signal Iduna. Bei der Vermögensverwaltungsgesellschaft Aramea war er Vorsitzender des Aufsichtsrates und später dessen Ehrenvorsitzender.
Zwischen 1990 und 2008 hatte Bandow zusätzlich das Amt des Vorsitzenden der Hanseatischen Wertpapierbörse in Hamburg inne und wurde nach seinem Ausscheiden zum Ehrenpräsident ernannt. Hamburgs damaliger Erster Bürgermeister Ole von Beust schrieb Bandow 2007 zu, in seiner Tätigkeit als Vorsitzender der Börse dazu beigetragen haben, „dass sich Hamburg als bedeutender Finanzplatz behauptet“.
Als der Hamburger SV 1990 einen neuen Vorsitzenden suchte, fiel Bandows Name als möglicher Bewerber. Bei der scheidenden HSV-Vereinsspitze, Präsident Horst Becker und Schatzmeister Ernst-Otto Rieckhoff, fand eine mögliche Wahl Bandows zum neuen Vorsitzenden große Zustimmung. Zu einer Bewerbung Bandows um das Amt kam es aber nicht. Bandow war Vorsitzender des HSV-Beirats, der 1996 in den Aufsichtsrat des Hamburger SV überführt wurde, in den Bandow bei der Gründung 1996 gewählt wurde und dessen Vorsitz er übernahm. Den Vorsitz im Aufsichtsrat hatte er von 1996 bis Februar 2007 inne, als er das Amt in Folge einer Herzoperation aus gesundheitlichen Gründen abgab. Bandow war langjähriges Vorstandsmitglied der Uwe-Seeler-Stiftung.
Die Deutsche Presseagentur stufte Bandow anlässlich dessen Rücktritt als „Integrationsfigur“ des Hamburger SV ein. Oliver Bierhoff bezeichnete Bandow 2017 als seinen „Mentor, beruflich und privat“. Die Zeitung Die Welt schrieb 2014 über Bandow, dieser habe „in seiner aktiven Zeit zu den einflussreichsten Persönlichkeiten“ Hamburgs gehört.
Bandow spielte noch mit über 80 Jahren Fußball und Tennis. Aus der Ehe mit seiner Frau gingen zwei Töchter und ein Sohn hervor.
Udo Bandow starb im Juli 2023 im Alter von 91 Jahren.